# مرجان‌های قارچی
مرجان‌های قارچی (نام علمی: Fungiidae) نام یک تیره از راسته مرجان‌های سنگی است.